# ناحیه اسمینری، شهرستان فایت، ایلینوی
ناحیه اسمینری (به انگلیسی: Seminary Township) یک منطقهٔ مسکونی در ایالات متحده آمریکا است که در شهرستان فایتی، ایلینوی واقع شده‌است. ناحیه اسمینری ۱۴۸ متر بالاتر از سطح دریا واقع شده‌است.